# Mustaiole
Mustaiole è una località del comune di Spoleto, situata sull'appennino umbro, più precisamente nella montagna di Monteluco, a circa 650 slm. Conta circa 50 abitanti ed è la località più popolata della frazione di Patrico.
Il nome Mustaiole deriva da mosto, infatti la località si trova in posizione strategica per la produzione di vino.
Mustaiole è l'unica zona della montagna di Monteluco dove è possibile coltivare la vite, per via della copertura alle correnti fredde per merito delle montagne, regalando così alla zona un clima mite.
Gli abitanti si chiamano Mustaiolesi e la zona è abitata da tempi remoti, sono infatti molti i ritrovamenti di reperti antichi.
La vallata Mustaiolese è sovrastata da un castello dove risiedeva il padrone di tutta la zona: è oggi la chiesa di Santa Lucia, patrona del paese.
La forma di sussistenza prevalente è l'agricoltura, ma recentemente si è affacciata al turismo con l'insorgere di ristoranti e case vacanze. La zona intorno alle Mustaiole è circondata da boschi soprattutto composti da lecci, carpini e pini. Gli arbusti più presenti sono la ginestra e il ginepro.
I prodotti tipici della zona sono gli asparagi e tartufi estivi.